# George Washington Carver
George Washington Carver (1860-as évek, Diamond, Missouri – Tuskegee, Alabama, 1943. január 5.) amerikai botanikus, agrárszakember, és feltaláló. Pontos születési ideje nem ismert, egyes források szerint 1861, más adatok szerint 1864 januárjában született. Botanikai szakmunkákban nevének rövidítése: „Carver”.
Hírnevét az olyan, a gyapotot felváltó termények elterjesztésével alapozta meg, mint a földimogyoró vagy az édesburgonya. Szegény földműveseknek kívánt alternatív növényeket népszerűsíteni, melyek saját étkeztetésüket, illetve anyagi előmenetelüket és ezáltal életminőségük javítását biztosítják. A farmerek számára kiadott 44 közleménye közül a 105 földimogyoró receptet tartalmazó volt a legnépszerűbb. Éveket töltött a földimogyoróból készült termékek kifejlesztésével és népszerűsítésével, melyek azonban nem lettek gazdaságilag sikeresek. Élen járt a környezetvédelem terén is, és munkásságát több díjjal és kitüntetéssel is jutalmazták, köztük az NAACP Spingarn Medal-jával.
A faji elkülönülés idején a fekete közösségen kívül is hírnevet szerzett, a fehér amerikaiak is széles körben elismerték. 1941-ben a  Time magazin Carvert a „Fekete Leonardónak” nevezte.

## Élete

### Korai évei

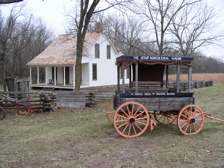
Moses Carver lakhelye és a Jesup Wagon

Carver a Newton megyei Diamond Grove-ban (ma Diamond) született egy rabszolga családban. Születésének pontos időpontja nem ismert, valószínűleg 1864-ben vagy 1865-ben látta meg a napvilágot. Gazdája, Moses Carver német származású bevándorló volt, aki Carver szüleit, Maryt és Gilest 1855. október 9-én 700 dollárért vásárolta meg William P. McGinnistől. Carvernek tíz lány- és egy fiútestvére volt, akik gyermekkorukban meghaltak.[forrás?]
Csecsemőkorában anyjával és nővérével együtt arkansasi emberrablók kezébe került. Bátyjának, Jamesnek sikerült elmenekülnie. Az emberrablók Kentuckyban adták el őket. Moses Carver egy uniós felderítőt, John Bentley-t bízta meg felkutatásukkal, de ő csak George-ot találta meg, akit Moses visszavásárolt a rablóktól.
A rabszolgaság eltörlése után Moses Carver és felesége, Susan saját gyermekükként nevelték fel George-ot és bátyját. Susan tanította meg a gyermek Carternek az írás és olvasás alapjait, és a házaspár biztatta őt a tanulásra.
A feketék számára nem volt engedélyezett a Diamond Grove-i iskola látogatása, nekik a 16 kilométerre délre fekvő Neoshóban működött egy oktatási intézmény, melyet George is látogatott. Később más városokban, köztük a kansasi Fort Scottban is tanult, majd Minneapolisban szerzett diplomát.

### Főiskola

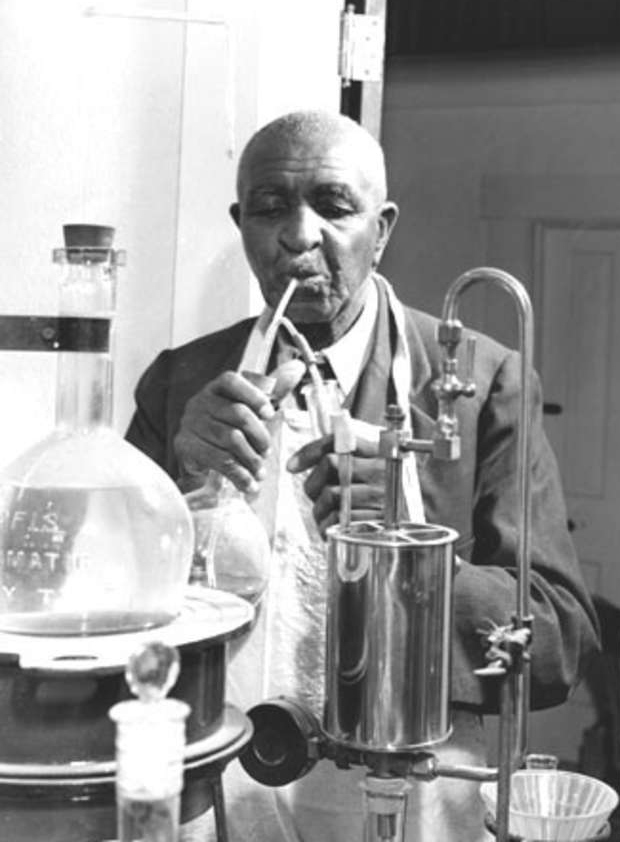
Laboratóriumi munka közben

Carver több főiskolára is jelentkezett mielőtt a Highlandi Highland Főiskolára felvették. Érkezésekor azonban származása miatt visszautasították. 1886 augusztusában Highlandből Ness megyébe utazott, és Beelerben kérvényt nyújtott be egy terület birtokbavételére. A tanyán üvegházat épített földtani és botanikai gyűjteménye számára, illetve egy kb. 7 hektáros részen kukoricát, keményszemű kukoricát (Zea mays var. indurata), rizset és konyhakerti növényeket termelt. Ezek mellett gyümölcsfákat, erdei fákat és cserjéket is ültetett. A városban alkalmi munkákat vállalt és farmon is dolgozott.
1888 elején Carver egy 300 dolláros kölcsönt kapott egy Ness City-i banktól, hogy tanulmányait folytathassa, és még az év júniusában elhagyta a vidéket. 1890 Carver képzőművészetet és zongorázni tanult az indianolai Simpson College-ben. Művészeti tanára, Etta Budd felismerte Carver tehetségét a virágok és növények rajzolása terén, és arra biztatta, hogy botanikát tanuljon az amesi Iowa Állami Mezőgazdasági Főiskolán. Amikor ott 1891-ben megkezdte tanulmányait, ő volt az intézmény első fekete hallgatója. „Ember által módosított növények” című szakdolgozatát 1894-ben védte meg.
Joseph Budd és Louis Pammel professzorok meggyőzték, hogy az iowai intézmény keretében folytassa magiszteri tanulmányait. A következő két évben Carver Pammel irányítása alatt az Iowai Kísérleti Állomáson kutatott. Növénypatológiai és mikológiai kutatásainak köszönhetően botanikusként országos ismertségre tett szert, és ő lett az első afroamerikai, aki az Iowa Állami Egyetemen taníthatott.

### Tuskegee Intézet

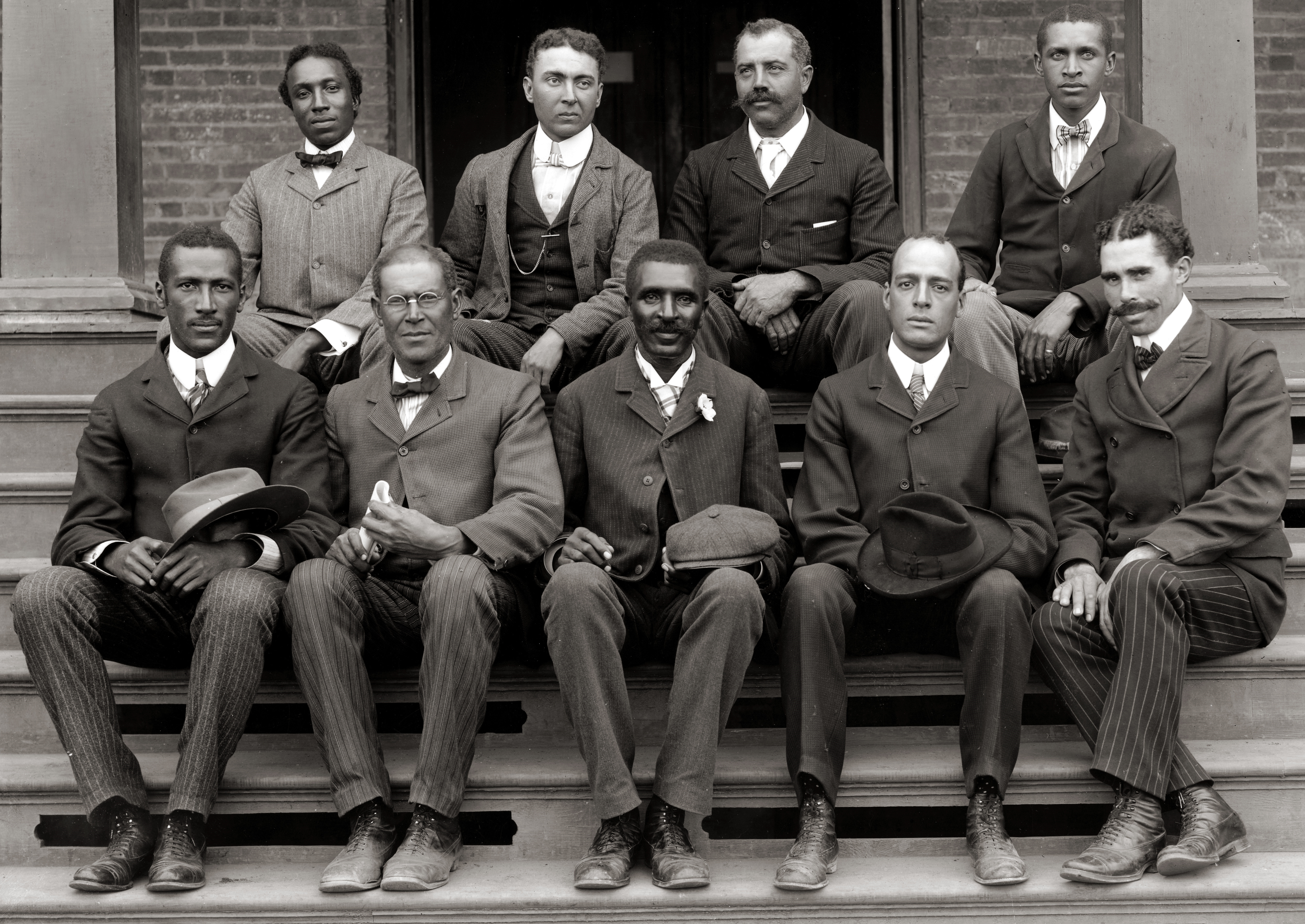
George Washington Carver (első sor, középen) a Tuskegee Intézetbeli kollégáival (Frances Benjamin Johnston fényképe, 1902 körül)

1896-ban Booker T. Washington, a Tuskegee Intézet (Tuskegee Institute) első igazgatója felkérte Carvert az intézet mezőgazdasági részlegének vezetésére. Carver 47 évig oktatott az intézetben, mely jelentős kutatóközpont lett munkásságának köszönhetően. A vetésforgó módszerének tanítása mellett több olyan haszonnövényt is népszerűsített, melyek a gyapottermesztés miatt erősen leromlott talaj feljavításához járulhatnak hozzá. Ugyanakkor a haszonnövényekből készült termékek kutatását (kemurgia) is szorgalmazta.
Egy szekéren berendezett mozgó tantermet is létrehozott, amellyel farmerekhez járt tanítani. Jesup Wagon-ra keresztelt szekeret a program New York-i támogatója, Morris Ketchum Jesup után nevezte el.
Carver feladata volt az intézethez tartozó farmok működtetése. Az ott termelt növényekből jutott bevételhez az intézet. Azonban hamar kiderült, hogy gondnokként nem állja meg a helyét, és 1900-ban arról panaszkodott, hogy túl sok fizikai és irodai munkát kell végeznie. 1904-ben egy intézeti bizottság arról számolt be, hogy Carver számai a háziszárnyasokról szóló jelentésben túlzóak, és Washington szembesítette a tudóst a problémával. Carver írásos válaszában visszautasította a vádakat és felajánlotta lemondását. Washington igazgatóságának utolsó öt évében Carver többször is felmondással fenyegetőzött. Amikor az intézetben átalakították a mezőgazdasági programokat vagy amikor nem tetszett a kijelölt oktatói feladat, hogy máshol is kísérletet végezzen, illetve amikor 1913-1914-ben nem kapott nyári oktatói feladatot, Washington simította el az ügyeket, és bírta maradásra Carvert.

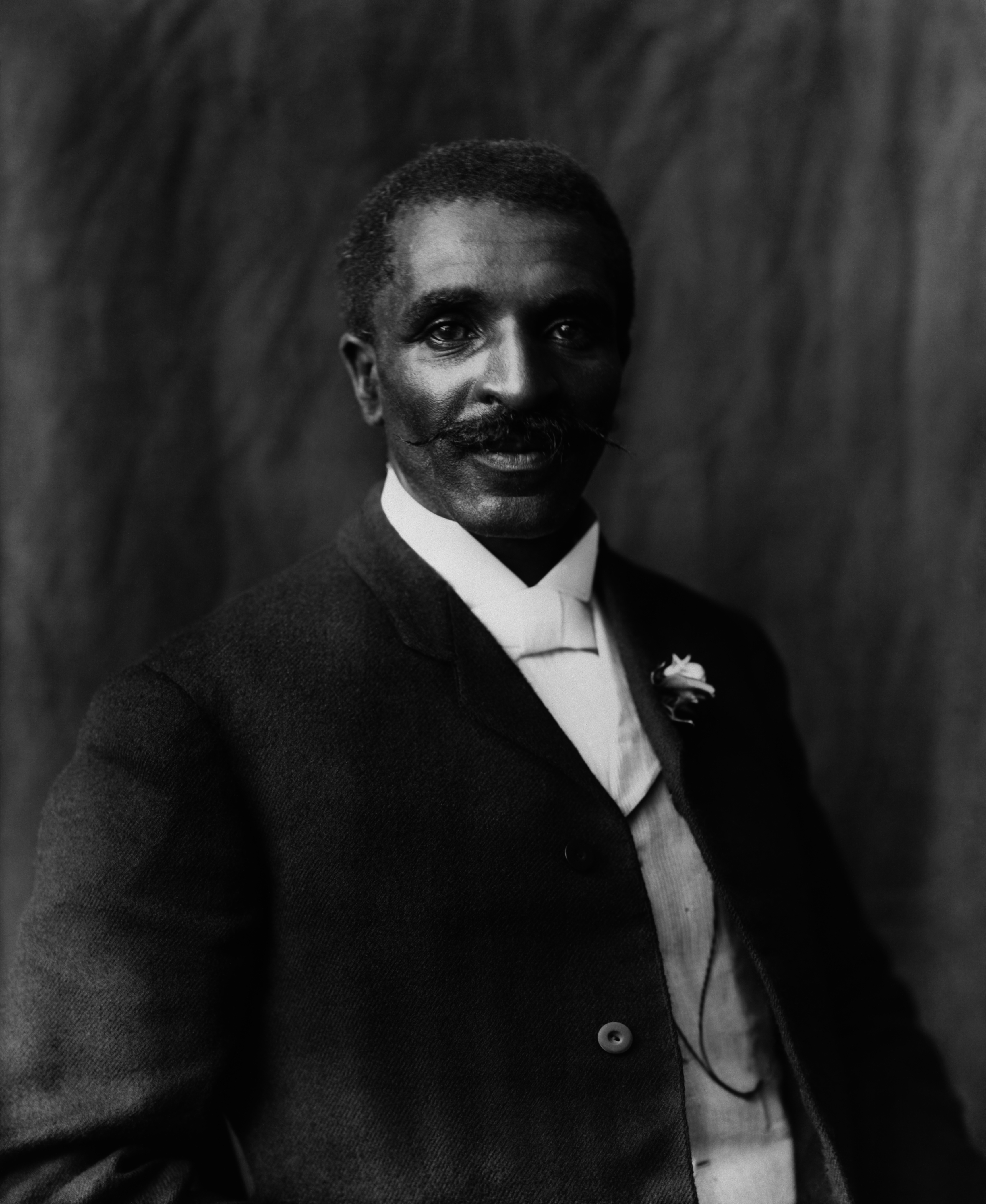
George Washington Carver 1906-ban

Akadémiai pályafutását kutatóként és tanárként kezdte. 1911-ben Washington egy levelében rója fel neki, hogy nem követte utasításait és nem ültette el az elvárt növényeket. Ebből kiderül, hogy Washington kiemelt figyelmet szentelt Carver részlegének, ugyanakkor visszautasította a tudósnak azon kérelmét, hogy egy új laboratóriumot és saját kutatóeszközöket, illetve tanítás alóli felmentést kapjon. Washington dicsérettel illette Carver kutatói és oktatói képességét, ugyanakkor elmarasztalóan nyilatkozott adminisztratív jártasságáról. 1911-ben Carver arról panaszkodott, hogy a korábban megígértek ellenére laboratóriuma nem kapta meg a szükséges felszereléseket, illetve az intézeti bizottságok üléseit is kritizálta. Ugyanazon évben keletkezett emlékiratában Washington dicsérve említi Carvert: „egyike a néger faj legalaposabb tudósainak”. Miután 1915-ben Washington meghalt, utódja kevesebb adminisztratív feladattal látta el a botanikust.
Tuskegee-i professzorként belépett a Phi Beta Sigma diákszövetség Gamma Sigma részlegébe, és egy 1930-as gyűlésükön nagy hatású szónoklatot is tartott.
1915 és 1923 között a földimogyoró, édesburgonya, szójabab, pekándió és más termények újfajta felhasználásával kísérletezett. Munkássága, 1920-as felszólalása a földimogyoró-termelők szövetségének országos konferenciáján és 1921-es kongresszusi meghallgatása országszerte ismertté tették. Korának egyik legismertebb afroamerikai személyiségévé vált.

### Hírnév

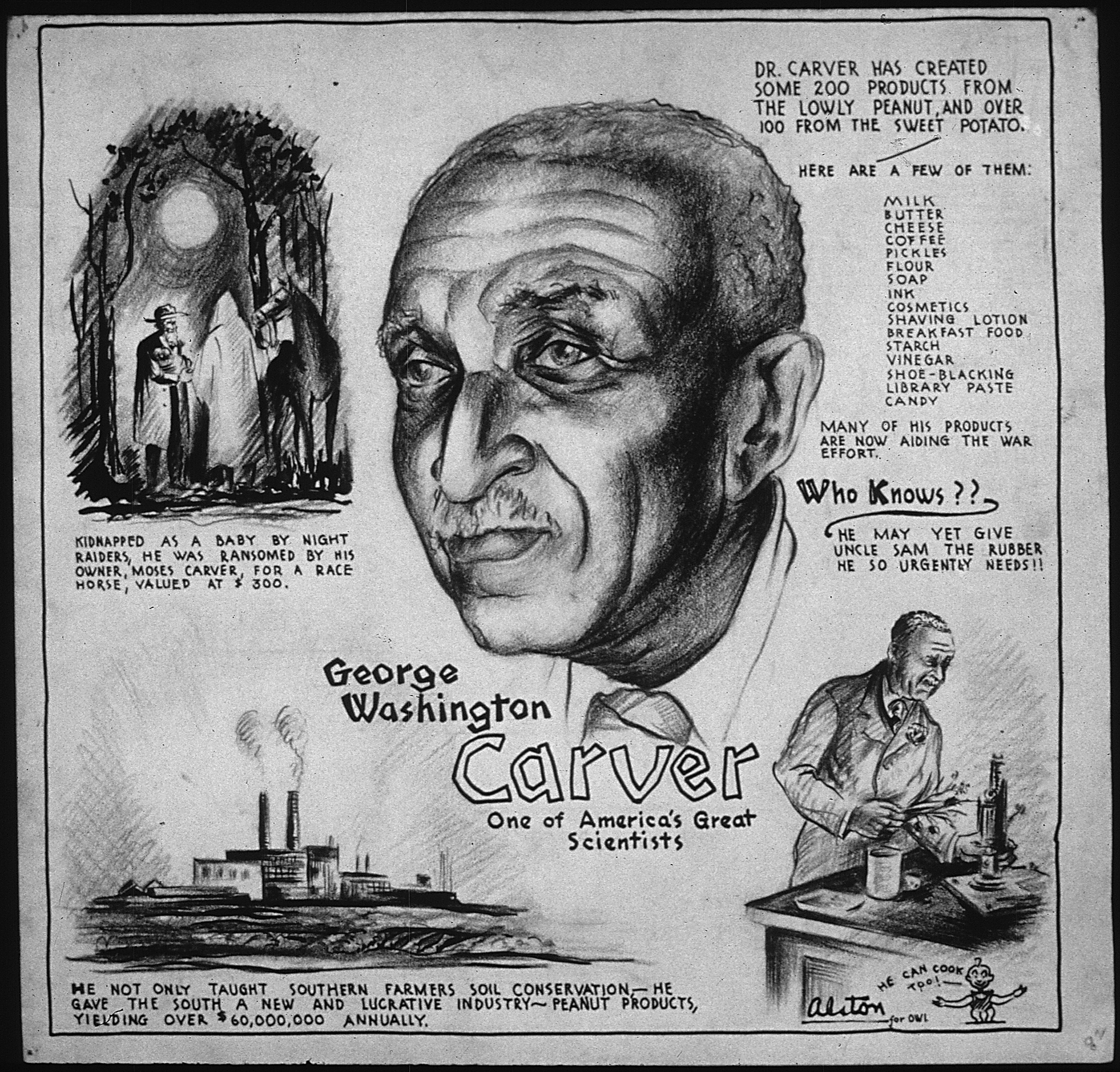
"Amerika egyik nagy tudósa" – második világháborús plakát 1943 környékéről

Carver olyan módszereket dolgozott ki, amelyekkel a gyapottermesztés miatt leromlott talaj feljavítását lehetett elérni. Más tudósokkal egyetemben, arra ösztökélte a farmereket, hogy pótolják a talaj nitrogéntartalmát, használjanak vetésforgót olyan növényekkel mint a földimogyoró, édesburgonya, szójabab vagy tehénborsó. Ezek visszaállítják a talaj nitrogénszintjét, és emberi fogyasztásra is alkalmasak, illetve bevételt is hozhatnak a termelőknek. A gazdák tanítására és ezen növények népszerűsítésére Carver Alabamában is létrehozott egy, az iowai egyetemen működő programhoz hasonlót.
Kutatólaboratóriumot alapított, ahol segédeivel az új termények változatos felhasználási módjait kutatta. Saját kutatásaik mellett másoktól gyűjtött felhasználási módokat és recepteket is népszerűsítettek, melyeket mezőgazdasági kiadványokban közöltek.

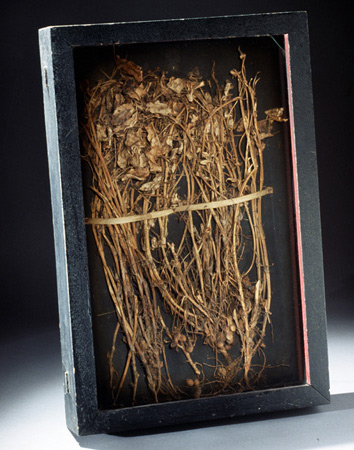
Carver által gyűjtött földimogyoró példány

Az ország vezetése már jóval azelőtt ismerte Carver munkásságát, hogy a tudós ismert közéleti személyiség lett volna. Theodore Roosevelt elnök nyilvánosan is csodálatát fejezte ki munkásságával kapcsolatban. Carver egykori iowai professzorai között volt James Wilson is, aki 1897–1913 között és Henry Cantwell Wallace, aki 1921–1924 között tevékenykedett mezőgazdasági miniszterként. Utóbbi személyesen is ismerte őt, ugyanis fia, Henry A. Wallace, aki 1933–1940 között mezőgazdasági miniszter, majd 1941–1945 között Franklin D. Roosevelt alelnöke volt, jó barátságot ápolt a botanikussal.
A Winn megyei iparos, farmer és feltaláló, William Edenborn louisianai mintagazdaságában földimogyorót termesztett, és figyelembe vette Carver tanácsait.
1916-ban Carver az angliai Royal Society of Arts tagja lett, mely megtiszteltetés csak kevés amerikainak adatott meg abban az időben. 
1920-ban az amerikai földimogyoró-termesztők konferenciájára is meghívást kapott, ahol előadást tartott és 145 földimogyoróból készült terméket mutatott be. A termesztőknek akkoriban sok gondot okozott az olcsó, kínai importból származó földimogyoró, ezért 1921-ben a kongresszusi meghallgatásra jelentkeztek, hogy az importált termények vámjáról tárgyaljanak. Carvert felkérték, hogy álljon melléjük a képviselőházi meghallgatáson. Többek között a meghallgatáson való felszólalásának is köszönhető, hogy eredménnyel jártak, és az 1922-ben bevezetett Fordney–McCumber-vám az országba behozott földimogyoróra is kiterjedhetett.

### Élete híresként

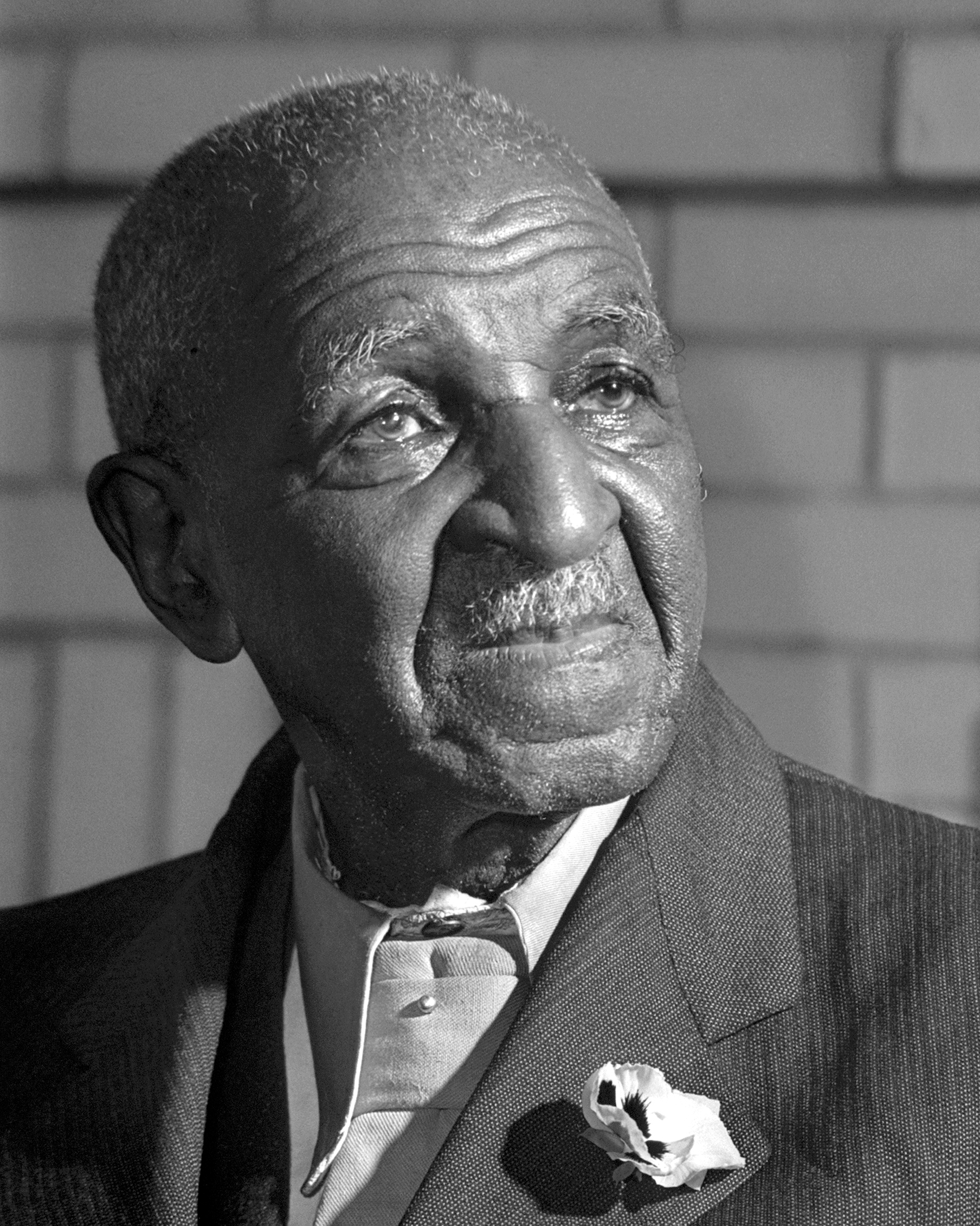
Carver 1942 márciusában

Élete utolsó két évtizedében látszólag élvezte a hírnevet. Gyakran utazott a Tuskegee Egyetemet, a földimogyorót és a fajok közötti harmonikus együttélést népszerűsítve. Annak ellenére, hogy 1922 után csak hat mezőgazdasági közleményt adott ki, a földimogyoró-ipar lapjaiban több cikke is megjelent, illetve saját rovata is volt egy újságban, Carver professzor tanácsa (Professor Carver's Advice) címmel. Gazdasági vezetők is igénybe vették a segítségét, és ő gyakran ingyen adott tanácsot. Három amerikai elnökkel (Theodore Roosevelt, Calvin Coolidge, Franklin Roosevelt) is találkozott, és a svéd koronaherceg három hétig tanult nála. 1923 és 1933 között Carver déli fehér főiskolákat látogatott a Fajok Közötti Együttműködés Bizottsága (Commission on Interracial Cooperation) nevében.
Ahogy egyre híresebbé vált, életrajzok és cikkek témájává vált, és 1929-ben Raleigh H. Merritt kiadta az életrajzát. 
1933-1935 között földimogyoró-olaj masszázzsal kísérletezett, hogy a járványos gyermekbénulásra gyógymódot találjon. Tudósok később bebizonyították, hogy nem az olaj, hanem maga a masszázs van jótékony hatással a paralizált végtagokra.
1935 és 1937 között részt vett a Mezőgazdasági Minisztérium betegségeket érintő felmérésében, mivel magiszteri tanulmányai alatt szakterülete növénybetegségek és a gombák voltak.
1937-ben két kemurgiai konferencián is részt vett. Az 1930-as években a kemurgia egy rohamosan fejlődő tudományág volt, mivel a gazdasági világválság és a Dust Bowl nagy szükség volt a különböző alapanyagokból olcsón előállítható új termékekre. Henry Ford meghívta egy Dearbornban tartott konferenciára. Az iparossal jó barátságba került, és amikor Carter egészségi állapota megromlott, az idős ember lépcsőzését elkerülendő Ford egy felvonót építtetett abba az otthonba, ahol a botanikus lakott.
Carver egész életében takarékos volt, és még életében saját múzeumot és egy alapítványt hozott létre, mely a mezőgazdasági kutatást támogatta. Közel 60 000 dolláros megtakarítását is erre az alapítványra hagyta.

### Magánélete
Carver soha nem nősült meg. Negyvenévesen udvarolni kezdett Sarah L. Hunt általános iskolai tanárnőnek, aki Warren Logannek, a Tuskegee Intézet kincstárnokának testvére volt. A kapcsolat három évig tartott, míg a tanárnő elvállalt egy állást Kaliforniában. 2015-ben megjelent életrajzában Christina Vella bemutatta a botanikus kapcsolatait, és arra a következtetésre jutott, hogy Carver biszexuális lehetett.
Hetvenévesen Carver baráti és tudományos kapcsolatot ápolt Austin W. Curtis, Jr-ral. A Cornell Egyetemen végzett fiatal afroamerikai férfival 1934-től haláláig élt együtt. Mivel nem mutatott különösebb hajlandóságot a nőkkel való ismerkedésre, munkatársai körében különböző pletykák keringtek nemi irányultságáról, mely későbbi kutatások tárgyául is szolgált.

### Halála

Betsy Graves Reyneau festménye Carverről

Egy napon hazaérkezésekor leesett a lépcsőn, és eszméletlenül talált rá a szobalány, aki kórházba is szállította. 1943. január 5-én halt meg az esés következtében kialakuló vérszegénységben. Korábbi igazgatója, Booker T. Washington mellé temették a Tuskegee Egyetem területén. Utolsó éveiben a Carver Múzeumra és a George Washington Carver Alapítványra hagyta megtakarított pénzét.
Sírjára a következőket vésték: „A hírnévhez vagyont is szerezhetett volna, de egyik sem érdekelte, boldogságát és megbecsülését abban lelte, hogy segítségére volt a világnak.” (He could have added fortune to fame, but caring for neither, he found happiness and honor in being helpful to the world.)

### Kereszténysége
George Washington Carver számára összeegyeztethető volt az Istenben való hit és a tudományos munka, és mindkettőt beépítette életébe. Több alkalommal megvallottam hogy a  Jézusba vetett hite segítette tudományos munkájában.
Carver saját elmondása szerint fiatal gyerekként vált kereszténnyé.
Úgy tekintett a Jézusban való hitre, mint ami feloldhatja a fajok közti ellentétet és a társadalmi rétegződést. Tanulmányi előmenetelük mellett törődött a diákjai személyiségi fejlődésével is. 1906-tól vasárnapi bibliakört vezetett Tuskegee-ben diákjai felkérésére.

## Öröksége
1977-ben beválasztották a Nagy Amerikai Hírességek Csarnokába (Hall of Fame for Great Americans), 1990-ben pedig a Feltalálók Nemzeti Hírességek Csarnokába (National Inventors Hall of Fame). 1994-ben az Iowa Állami Egyetem tiszteletbeli doktori címet (Doctor of Humane Letters) adományozott Carvernek. 2000-ben az Egyesült Államok Mezőgazdasági Minisztériuma (USDA) a „Kemurgia atyja” címmel tüntette ki, amikor a minisztérium Hősi Csarnokába (USDA Hall of Heroes) felvételt nyert.
2002-ben Molefi Kete Asante afroamerikai tudós beválasztotta Carvert a 100 legnagyobb afroamerikai közé.
2005-ben a Tuskegee Intézetben végzett kísérletei bekerültek a National Historic Chemical Landmarks (Nemzeti Történelmi Kémiai Határkövek) című programba, melyet az Amerikai Kémiai Társaság indított el, emléket állítva az ország jelentős kémiai kísérleteinek és eredményeinek. 2005. február 15-ei epizódjában a Modernkori csodák Iowa Állami Egyetem élelmiszer-tudományi intézetéről és Carver munkásságáról is szó volt. 2005-ben a Saint Louis-i Missouri Botanical Garden-ben megnyitották a róla elnevezett kertet és életnagyságú szobrot állítottak emlékére.
Több általános és középiskola is viseli nevét. 2001-ben David Robinson NBA-sztár és felesége, Valerie „Carver Academy” néven iskolát alapítottak a texasi San Antonioban. Ugyancsak ott a Carver Community Cultural Center, egy közösségi kulturális központ is viseli a nevét.

## Találmányok

### Földimogyoró termékek
Carvert tévesen a mogyoróvaj feltalálójának tartják. Amikor 1916-ban közölte a How to Grow the Peanut and 105 Ways of Preparing it for Human Consumption (magyarul: Hogyan termeljünk földimogyorót és annak emberi fogyasztásra alkalmas 105 elkészítési módja) című írását, már több módszer is létezett a mogyoróvaj elkészítésére, melyet amerikai és kanadai gyógyszerészek, orvosok és élelmiszeripari kutatók fejlesztettek ki és védettek le. Az aztékok már a 15. század elején készítettek ilyen ételt. A kanadai gyógyszerész, Marcellus Gilmore Edson 1884-ben, Carver Tuskegee-i munkássága előtt 12 évvel szabadalmat kapott a krém gyártására.U.S. Patent 306727

### Édesburgonya és egyéb termékek
Carver édesburgonya termékek kifejlesztéséről is ismert volt. Egy 1922-ben megjelent, édesburgonyával foglalkozó tanulmányában több receptet is közölt. Ezek közül több szó szerinti másolata a mezőgazdasági minisztérium 129-es közlönyének. Carver többek között festéket, töltőanyagot, édességet, ragasztót, keményítőt, lisztet és melaszt is készített a növényből. Ezek mellett ecet, száraz és instant kávé, illetve különböző ízű cukorkákat is bejegyeztetett.

## Carver közleményei
Legnépszerűbb közleményét (How to Grow the Peanut and 105 Ways of Preparing it for Human Consumption; Hogyan termeljünk földimogyorót és annak emberi fogyasztásra alkalmas 105 elkészítési módja) először 1916-ban adták ki, és az írás később több kiadást is megért. Ebben ismertette a földimogyoró-termesztést és mezőgazdasági közleményekből, szakácskönyvekből, folyóiratokból és újságokból származó recepteket válogatott össze.  Bár nem Carver tanulmánya volt az első amerikai mezőgazdasági közlemény, amely a földimogyoróval foglalkozott, de annak (és más írásainak) népszerűsége és elterjedtsége sokkal nagyobb volt, mint a korábbi ilyen jellegű munkák.

### Könyvek
- Linda O. McMurry. George Washington Carver – scientist and symbol (angol nyelven). Oxford University Press (1981). ISBN 978-0-19-503205-5
- Mark D. Hersey: My Work Is That of Conservation: An Environmental Biography of George Washington Carver on JSTOR. JSTOR . University of Georgia Press, 2011. (Hozzáférés: 2018. január 29.)
- Rennert, Richard. Pioneers of discovery. New York: Chelsea House (1994). ISBN 0-7910-2067-3

### Hírek, újságcikkek
- Ács Borbála: A mogyoróvaj mire való?. http://www.origo.hu/ , 2013. január 29. (Hozzáférés: 2018. január 29.)
- Károly, Nagy Attila: Rabszolgaságba született, a mogyoróipar atyja lett. Index, 2017. január 15. (Hozzáférés: 2018. január 29.)
- 4. George Washington Carve. Magyarországi Evangéliumi Testvérközösség, 2017. március 6. [2018. január 29-i dátummal az eredetiből archiválva]. (Hozzáférés: 2018. január 29.)
- Plázs: Huszonöt táplálék, amely nem hiányozhat az étrendünkből. HVG, 2007. július 6. (Hozzáférés: 2018. január 29.)
- Földimogyoró. Terebess konyhakert. (Hozzáférés: 2018. január 29.)
- Kamil Idris: A szellemi tulajdon, mint a gazdasági növekedés motorja. World Intellectual Property Organization, 2005. (Hozzáférés: 2018. január 29.)